# Landgericht Lichtenberg

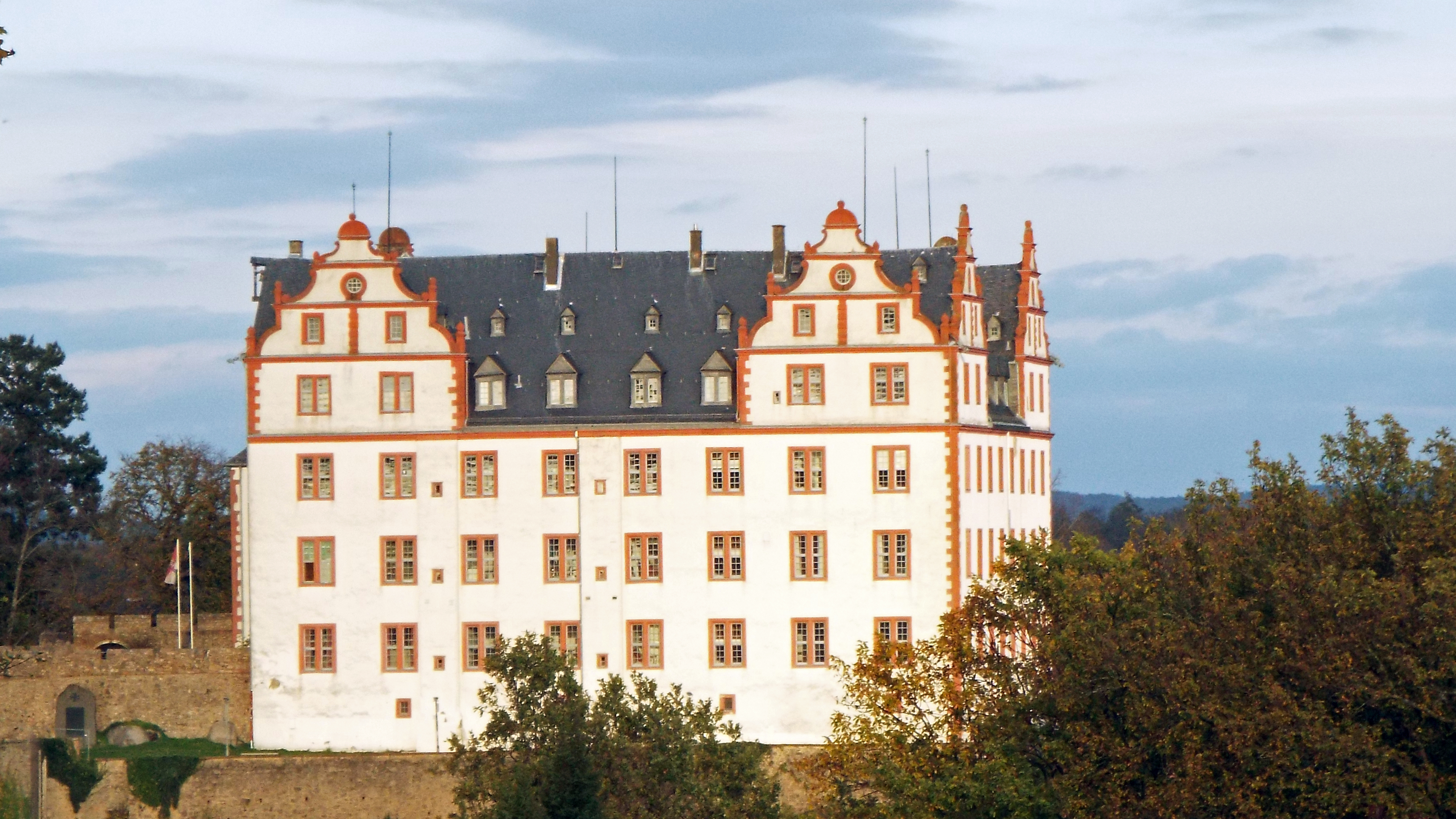
Schloss Lichtenberg, erster Amtssitz des Landgerichts

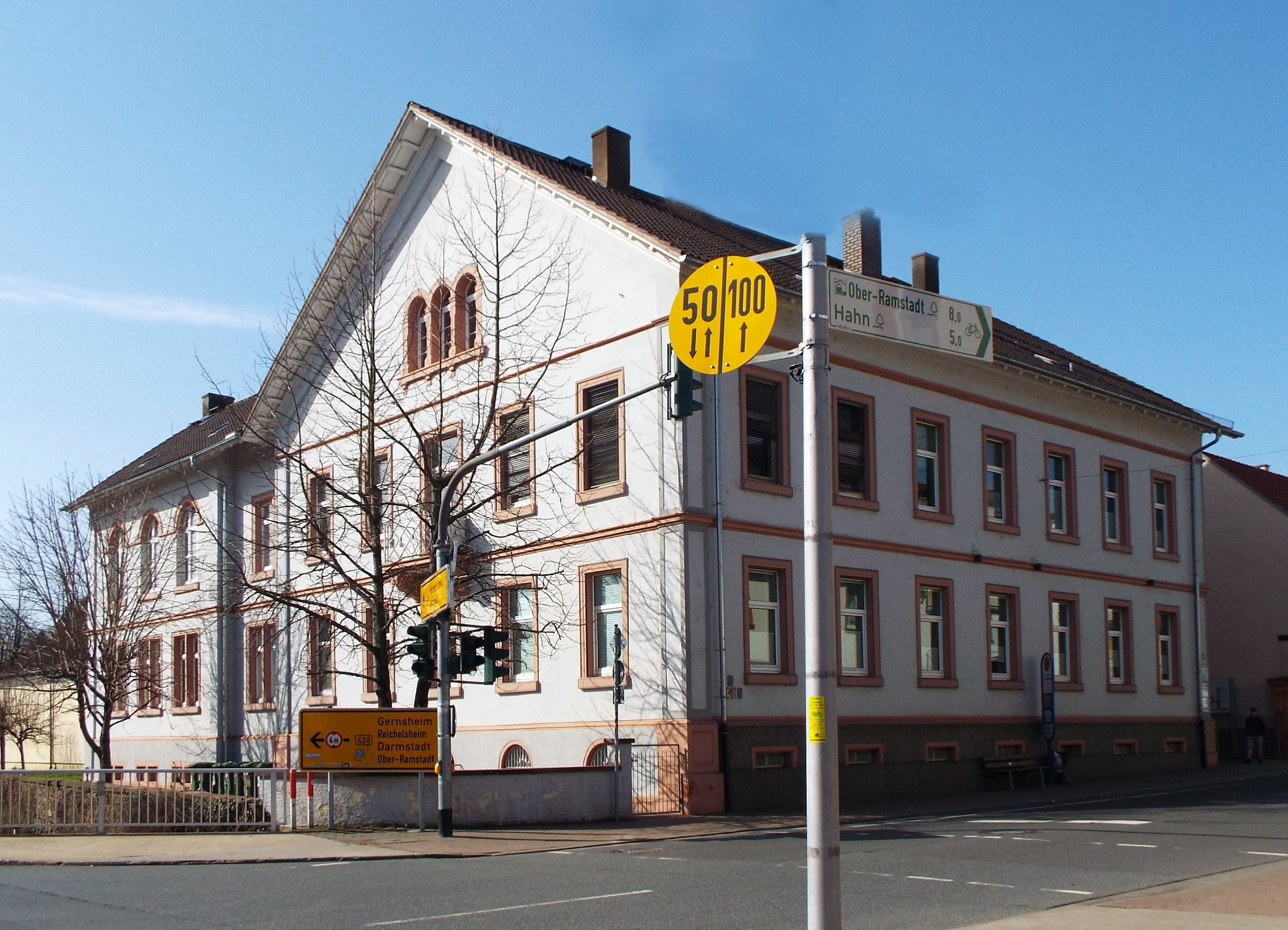
Ehemaliges Amtsgerichtsgebäude in Reinheim, zweiter Amtssitz des Landgerichts

Das Landgericht Lichtenberg war von 1821 bis 1879 ein Landgericht in der Provinz Starkenburg des Großherzogtums Hessen. Zunächst hatte es seinen Sitz im Schloss Lichtenberg, der 1848 aber nach Reinheim verlegt wurde. Das Gericht wurde anschließend als Landgericht Reinheim bezeichnet.

## Gründung
Ab 1821 trennte das Großherzogtum Hessen auch auf unterer Ebene Rechtsprechung und Verwaltung. Für die Verwaltung wurden Landratsbezirke geschaffen, die erstinstanzliche Rechtsprechung Landgerichten übertragen.
Der Landratsbezirk Reinheim erhielt die Zuständigkeit für die Verwaltung der gleichzeitig aufgelösten Ämter Lichtenberg und Reinheim sowie einige weitere Gemeinden. Das Landgericht Lichtenberg übernahm dort die zuvor durch die Ämter wahrgenommenen Aufgaben der Rechtsprechung.

## Bezirk
Der Gerichtsbezirk umfasste:
| Gemeinde           | Herkunft                                        | Zugang | Abgang | Nach                     |
| ------------------ | ----------------------------------------------- | ------ | ------ | ------------------------ |
| Allertshofen       | Amt Lichtenberg                                 | 1821   | 1879   | Amtsgericht Reinheim     |
| Asbach             | Amt Lichtenberg                                 | 1821   | 1879   | Amtsgericht Reinheim     |
| Beedenkirchen      | Amt Lichtenberg                                 | 1821   | 1824   | Landgericht Zwingenberg  |
| Billings           | Amt Lichtenberg                                 | 1821   | 1879   | Amtsgericht Reinheim     |
| Brandau            | Amt Lichtenberg                                 | 1821   | 1879   | Amtsgericht Reinheim     |
| Brensbach          | Amt Lichtenberg                                 | 1821   | 1879   | Amtsgericht Reinheim     |
| Ernsthofen         | Amt Lichtenberg                                 | 1821   | 1879   | Amtsgericht Reinheim     |
| Fränkisch-Crumbach | Patrimonialgericht der Freiherren von Gemmingen | 1821   | 1879   | Amtsgericht Reinheim     |
| Frankenhausen      | Amt Lichtenberg                                 | 1821   | 1879   | Amtsgericht Darmstadt II |
| Georgenhausen      | Patrimonialgericht derer von Haxthausen         | 1821   | 1879   | Amtsgericht Reinheim     |
| Groß-Bieberau      | Amt Lichtenberg                                 | 1821   | 1879   | Amtsgericht Reinheim     |
| Gundernhausen      | Amt Reinheim                                    | 1821   | 1879   | Amtsgericht Reinheim     |
| Habitzheim         | Landgericht Höchst                              | 1853   | 1879   | Amtsgericht Reinheim     |
| Hahn               | Amt Reinheim                                    | 1821   | 1879   | Amtsgericht Reinheim     |
| Herchenrode        | Amt Lichtenberg                                 | 1821   | 1879   | Amtsgericht Reinheim     |
| Hoxhohl            | Amt Lichtenberg                                 | 1821   | 1879   | Amtsgericht Reinheim     |
| Klein-Bieberau     | Amt Lichtenberg                                 | 1821   | 1879   | Amtsgericht Reinheim     |
| Klein-Gumpen       | Patrimonialgericht Laudenau                     | 1827   | 1828   | Landgericht Michelstadt  |
| Laudenau           | Patrimonialgericht Laudenau                     | 1827   | 1828   | Landgericht Michelstadt  |
| Lichtenberg        | Amt Lichtenberg                                 | 1821   | 1879   | Amtsgericht Reinheim     |
| Lützelbach         | Amt Lichtenberg                                 | 1821   | 1879   | Amtsgericht Reinheim     |
| Meßbach            | Amt Lichtenberg                                 | 1821   | 1879   | Amtsgericht Reinheim     |
| Neunkirchen        | Amt Lichtenberg                                 | 1821   | 1879   | Amtsgericht Reinheim     |
| Neutsch            | Amt Lichtenberg                                 | 1821   | 1879   | Amtsgericht Darmstadt II |
| Nieder-Modau       | Amt Lichtenberg                                 | 1821   | 1879   | Amtsgericht Reinheim     |
| Niedernhausen      | Amt Lichtenberg                                 | 1821   | 1879   | Amtsgericht Reinheim     |
| Nieder-Klingen     | Landgericht Höchst                              | 1853   | 1879   | Amtsgericht Reinheim     |
| Nieder-Ramstadt    | Amt Pfungstadt                                  | 1821   | 1853   | Landgericht Darmstadt    |
| Nonrod             | Amt Lichtenberg                                 | 1821   | 1879   | Amtsgericht Reinheim     |
| Ober-Klingen       | Landgericht Höchst                              | 1853   | 1879   | Amtsgericht Reinheim     |
| Ober-Modau         | Amt Lichtenberg                                 | 1821   | 1879   | Amtsgericht Reinheim     |
| Obernhausen        | Amt Lichtenberg                                 | 1821   | 1879   | Amtsgericht Reinheim     |
| Ober-Ramstadt      | Amt Reinheim                                    | 1821   | 1853   | Landgericht Darmstadt    |
| Reinheim           | Amt Reinheim                                    | 1821   | 1879   | Amtsgericht Reinheim     |
| Rodau              | Amt Lichtenberg                                 | 1821   | 1879   | Amtsgericht Reinheim     |
| Rohrbach           | Amt Reinheim                                    | 1821   | 1879   | Amtsgericht Reinheim     |
| Roßdorf            | Amt Reinheim                                    | 1821   | 1853   | Landgericht Darmstadt    |
| Spachbrücken       | Amt Reinheim                                    | 1821   | 1879   | Amtsgericht Reinheim     |
| Steinau            | Amt Lichtenberg                                 | 1821   | 1879   | Amtsgericht Reinheim     |
| Traisa             | Amt Pfungstadt                                  | 1821   | 1853   | Landgericht Darmstadt    |
| Ueberau            | Amt Reinheim                                    | 1821   | 1879   | Amtsgericht Reinheim     |
| Waschenbach        | Amt Pfungstadt                                  | 1821   | 1853   | Landgericht Darmstadt    |
| Webern             | Amt Lichtenberg                                 | 1821   | 1879   | Amtsgericht Reinheim     |
| Wembach            | Amt Reinheim                                    | 1821   | 1879   | Amtsgericht Reinheim     |
| Wersau             | Amt Lichtenberg                                 | 1821   | 1879   | Amtsgericht Reinheim     |
| Winterkasten       | Patrimonialgericht Laudenau                     | 1827   | 1828   | Landgericht Michelstadt  |
| Wurzelbach         | Amt Lichtenberg                                 | 1821   | 1824   | Landgericht Zwingenberg  |
| Zeilhard           | Amt Reinheim                                    | 1821   | 1879   | Amtsgericht Reinheim     |

## Weitere Entwicklung
1824 wurden die Orte Beedenkirchen und Wurzelbach an das Landgericht Zwingenberg abgetreten.
1827 wurden die drei Dörfer des aufgelösten Patrimonialgerichts Laudenau „provisorisch“ dem Landgericht Lichtenberg zugeordnet, aber schon im darauf folgenden Jahr wieder an das Landgericht Michelstadt abgegeben (siehe: Übersicht).
1848 wurde der Sitz des Gerichts von dem relativ abgelegenen Schloss Lichtenberg nach Reinheim verlegt und die Bezeichnung folgend in Landgericht Reinheim geändert.
Durch mehrere Verwaltungsreformen, 1832, 1848 und zuletzt 1852 hatten sich nicht nur die Bezeichnungen der Verwaltungsbezirke, sondern auch deren Grenzen geändert. Um das wieder anzugleichen, revidierte das Großherzogtum 1853 in den Provinzen Starkenburg und Oberhessen umfassend die Zuständigkeitsbereiche der Gerichte. Die Folge waren auch umfangreiche Änderungen für den Sprengel des Landgerichts (siehe Übersicht).

## Ende
Mit dem Gerichtsverfassungsgesetz von 1877 wurden Organisation und Bezeichnungen der Gerichte reichsweit vereinheitlicht. Zum 1. Oktober 1879 hob das Großherzogtum Hessen deshalb die Landgerichte auf. Funktional ersetzt wurden sie durch Amtsgerichte. So ersetzte das Amtsgericht Reinheim das Landgericht Reinheim. „Landgerichte“ nannten sich nun die den Amtsgerichten direkt übergeordneten Obergerichte. Das Amtsgericht Reinheim wurde dem Bezirk des Landgerichts Darmstadt zugeordnet.

## Gebäude

### Schloss Lichtenberg
Erster Amtssitz des Gerichts war das Schloss Lichtenberg. 

### Gerichtsgebäude Reinheim
Zweiter Amtssitz war ein neu errichtetes Gebäude in der Darmstädter Straße 2 an der Ecke zur Hahner Straße in Reinheim. Es dominiert die Ecklage am Beginn der Darmstädter Straße. Es wurde später vom Amtsgericht Reinheim nachgenutzt. Errichtet wurde das Gebäude in der Mitte des 19. Jahrhunderts. Es besteht aus zwei Baukörpern, die im rechten Winkel aneinandergefügt sind. Das zur Darmstädter Straße traufständig ausgerichtete Hauptgebäude ist ein zweigeschossiger Massivbau über verkleidetem Sockel. Die Fassade ist spätklassizistisch und durch sieben regelmäßig angeordnete Fensterachsen geprägt. Horizontal gestaltet wird sie durch zwei umlaufende Gesimsbänder aus rotem Sandstein. Die Giebelfassade ist durch fünf Fensterachsen, die sich bis in das Sockelgeschoss hinein fortsetzen, symmetrisch gestaltet. Das schlichte Giebelfeld zeigt ein Drillingsfenster mit rundbogigen Abschlüssen und konsolgestützter Sohlbank. Der Anbau zur Hahner Straße hin ist durch einen vertikalen Versprung vom Hauptgebäude abgesetzt. Im Erdgeschoss finden sich eng gereihte Zwillingsfenster mit Sandsteineinfassungen. Das Obergeschoss wird in seinem westlichen Teil durch drei rundbogige Fenster geprägt. Das Gebäude ist aufgrund seiner ausgewogenen Gestaltung aus künstlerischen Gründen sowie aufgrund seiner für das Straßenbild wichtigen Lage aus städtebaulichen Gründen ein Kulturdenkmal und steht aufgrund des Hessischen Denkmalschutzgesetzes unter Denkmalschutz.